# 우버

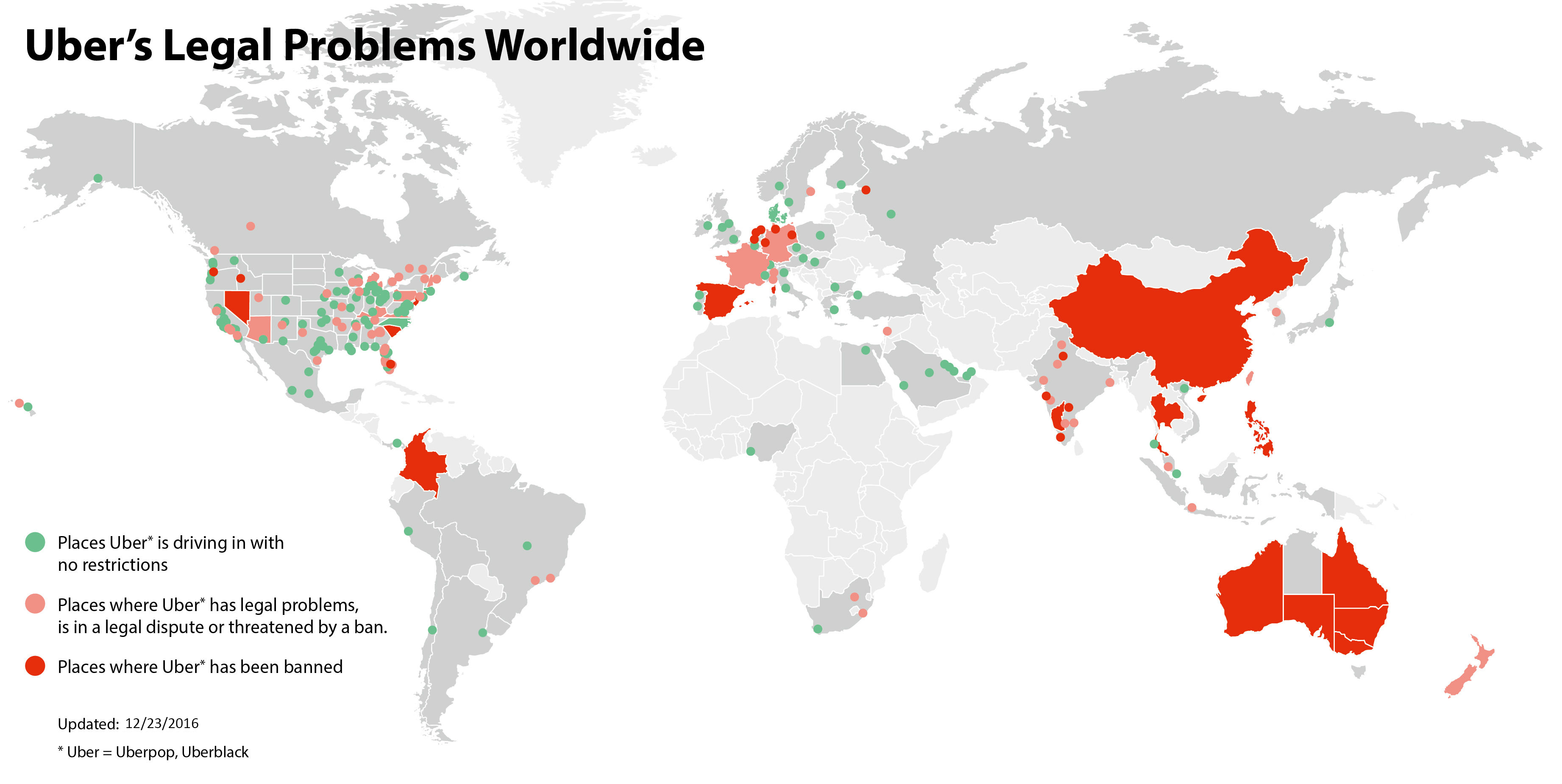
초록색:합법 /주황색:부분 합법 / 빨간색:불법

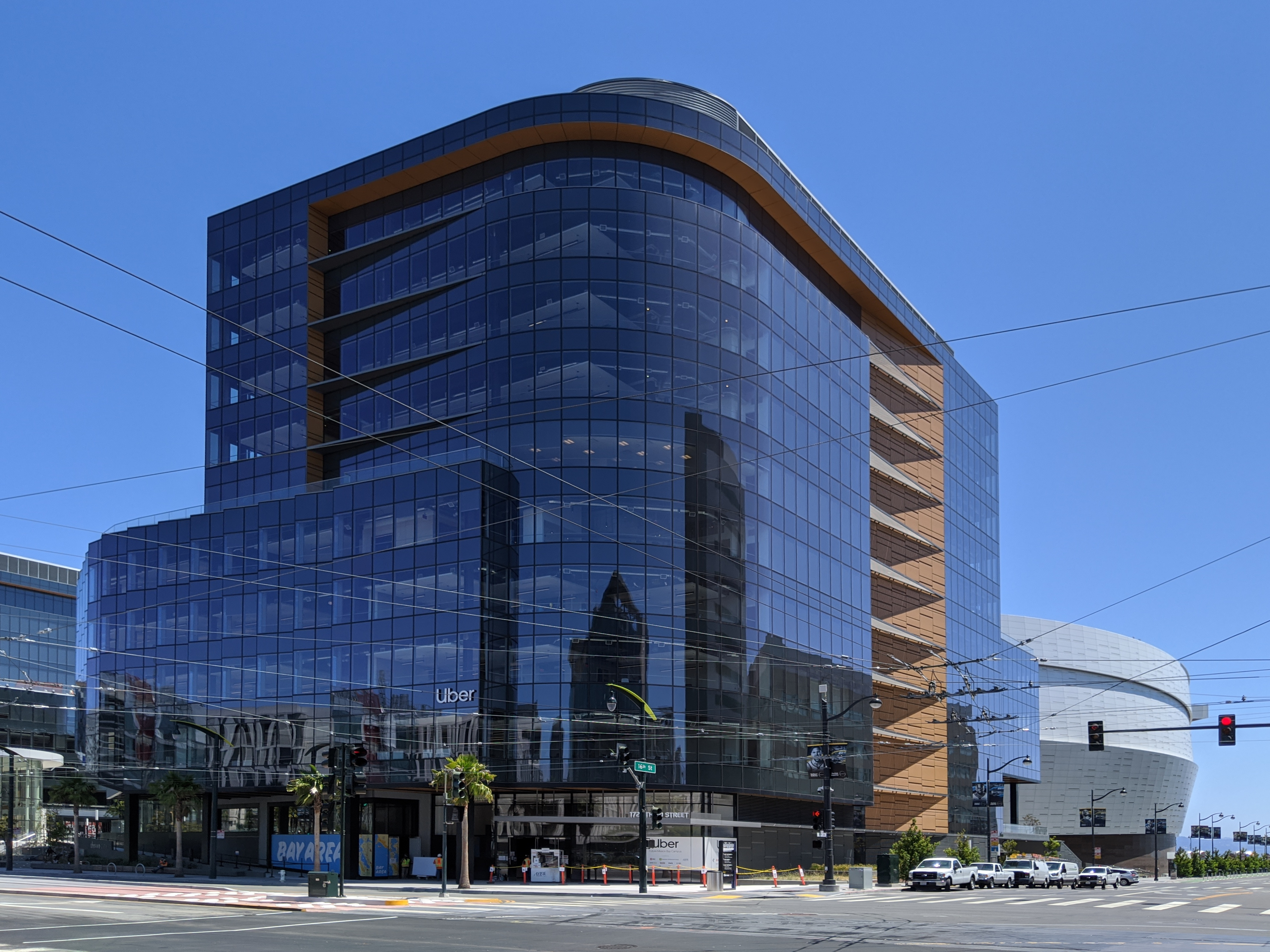
샌프란시스코의 Uber 본사(2020년)

우버(영어: Uber Technologies, Inc.)는 스마트폰을 기반으로 한 미국의 승차 공유 서비스이다.
실질적인 우버 서비스의 시작은 2010년부터이다. 이 기업은 고용되거나 공유된 차량의 운전기사와 승객을 모바일 앱을 통해 중개하는 서비스를 제공한다. 현재 전 세계 많은 도시에서 서비스를 제공하고 있다. 2014년 6월 기준 100개 도시 이상에서 서비스 중이다. 그리고 차량의 예약은 텍스트 메시지나 모바일 앱을 통해 진행되며, 모바일 앱에서는 예약된 차량의 위치가 승객에게 실시간으로 제공된다.
최초에는 링컨 타운 카, 캐딜락 에스컬레이드, BMW 7시리즈 메르세데스-벤츠 S550 세단 등을 차량으로 제공했다. 2012년부터는 우버X(영어: UberX)를 출시하여 더 넓은 시장에 대응할 수 있도록 저렴한 모델의 차량을 포함하는 기존보다 더 넓은 차량의 선택 폭을 제공하고 있다. 2014년 현재 도시마다 조금씩 다르지만 기본적으로 최초의 UBER인 BLACK, X, TAXI, LUXURY 등을 제공한다. 2012년, 우버는 택시가 아닌 차량을 통한 공유 운송의 기능을 추가한다는 계획을 발표했다.
2014년 기준 우버의 기업가치는 18조 원이 넘어 에어비앤비와 샤오미를 제쳤다. 현재 우버의 기업가치는 세계 스타트업 가운데 가장 높은 680억 달러(약 75조3000억원)로 추산되고 있다.

## 역사

2018년 9월까지 사용됐던 우버 로고

우버는 2009년 개릿 캠프와 트래비스 캘러닉에 의해 UberCab이라는 이름으로 설립됐다. 우버 서비스는 공식적으로 2010년 6월 샌프란시스코에서 출시됐다. 2010년 8월 라이언 그레이브가 CEO로 부임하면서 우버에 참여했다. 그레이브는 현재 운영 부문 부회장과 이사회 멤버로 활동 중이며, 후임 CEO로 트레비스 캘러닉이 부임했다.
우버는 2010년 샌프란시스코에서 아이폰, 안드로이드, 윈도우 폰 모바일 앱을 출시했다.

## 서비스 목록
현재 한국에서 제공중인 서비스는 굵은색이다.
- 우버X: 한국에서는 불법으로, 4명까지의 승객을 위한 일반 운전자와 함께 개인 자동차로 제공하는 서비스이다.
  - 우버ESPAÑOL: 스페인어를 사용하는 승객이 스페인어를 사용하는 운전자를 요청할 수 있는 UberX 버전이다.[1]
- 우버XL: 최대 6명의 승객을 태울 수 있는 대형 차량에 탑승을 제공한다.
- 우버ASSIST: 노약자와 장애인 승객에게 제공하는 서비스이다. 그러나 접히지 않는 휠체어는 운반할 수 없다.
- 우버WAV: 휠체어에 접근할 수 있는 차량을 제공한다.[2]
- 우버AUTO: 인도와 파키스탄에서 서비스 하는거로, 자동 인력거로 운송을 한다.[3]
- 우버Bike: 샌프랜시스코, 워싱턴 D.C. 등 미국 9개 대도시 지역에서 우버 자회사 점프 바이크를 통해 전기 자전거를 대여할 수 있는 도크리스 전자 자전거 시스템이다.[4][5]
- 우버BLACK: 프리미엄 블랙 고급 차량 서비스.
- 우버BOAT: 크로아티아 해안의 지점까지 여름철에 쾌속 보트를 제공하는 수상세제 서비스.[6][7]
- 우버Chapchap: 나이로비, 케냐에서 이용할 수 있는 저가 서비스이다.[8]
- 우버GO: 인도에서 이용할 수 있는 서비스로 해치백에 태워다 준다.[9]
- 우버Health: HIPAA를 준수하는 서비스로 건강전문가가 예약한 환자를 위해 타고 오도록 한다. 스마트폰이 없는 환자는 SMS 또는 건강전문가 사무실을 통해 픽업정보를 받을 수 있다.[10]
- 우버KIDS: 자동차에 아동 안전 좌석을 추가해 제공하는 서비스이다.[11]
- 우버MOTO: 인도, 인도네시아, 파키스탄, 도미니카 공화국에서 이용할 수 있는 교통수단으로 오토바이를 제공한다.[12][13][14][15]
- 우버PETS: 추가 요금을 지불하고 애완동물을 태워서 이동하는 서비스.
- 우버POOL: 파티당 최대 2명이 이용할 수 있으며, 동일한 일반 방향으로 가는 다른 승객들과 공유될 수 있는 승차감을 제공한다. 승차자가 방문 서비스를 위해 추가 요금을 지불하지 않는 한, 승차자는 운전자와 다른 탑승자의 시간을 절약하기 위해 탑승자의 양쪽 끝에서 짧은 거리를 걷어야 한다. 한마디로 카카오T의 카풀 서비스와 동일한 서비스이다.
- 우버POP: 소형차를 제공하는 서비스.
- 우버Rent: Getaround이 제공하는 Peer-to-Peer 카셰어링 서비스로 샌프란시스코에서 이용할 수 있다.[16]
- 우버SELECT: 자동차에 가죽 인테리어를 제공한다.
- 우버SUV: 스포츠 유틸리티 차량을 제공한다.
- 우버TAXI: 현지 택시를 제공하는 서비스.[17]
  - 우버FLASH: 싱가포르에서 이용할 수 있는 서비스로 자가용과 ComportDelGro 택시가 결합된 서비스다.[18]
  - 우버International Taxi: 외국인용 우버 택시.

## 나라별 현황
2014년 6월 기준으로, 우버는 여러 국가에서 불법 택시 운영이라는 이유로 많은 고발을 받고 있다.

### 대한민국
우버는 2014년 10월 23일부터 대한민국 서울에서 우버택시 서비스를 시작했다. 우버는 이 서비스가 활성화될 때까지 기사들에게 2천 원의 유류 보조금을 지원하고, 승객들에게는 콜(요청) 수수료를 면제해주기로 했다. 서울 지역에 한해 리무진 차량을 중계하는 '우버블랙'(UberBLACK), 동료나 이웃 등 지인과 차량을 공유하는 '우버엑스'(uberX) 서비스를 연이어 내놓았지만 실정법 위반 논란에 휘말리며 사업에 차질을 빚었다. 국토교통부는 우버의 서비스를 여객자동차운수사업법 위반이라고 규정했고 서울시는 실제로 단속에 나서 우버 운전자에게 벌금을 부과하기도 했다.
서울시는 2015년 1월 2일부터 서울 시내에서 우버택시가 영업하는 것을 신고하면 최고 100만원의 포상금을 지급한다고 밝혔다. 서울시는 우버가 ▲ 여객자동차운수사업법상 ‘유상운송 금지’ 조항을 위반하고 있는 점 ▲ 운전기사 신분이 불확실해 이용자 안전을 담보할 수 없다는 점 ▲교통사고 시 보험 보장이 불확실하다는 점 등을 들어 영업 행위를 차단해야 한다고 주장했다. 최근에는 서울시가 방송통신위원회에 우버 앱을 차단해달라는 요청도 했지만 방통위는 명백한 실정법 위반이라고 판단하기 어렵다며 이를 보류한 것으로 알려졌다. 우버 관계자는 "우버택시는 택시기사들과의 정식 계약에 따른 것이라 불법의 소지가 전혀 없다"면서 "우버블랙과 우버엑스도 국내 진출 전에 규제 검토를 완료했으며 이와 관련해 정부와 지속적으로 커뮤니케이션하고 있다"고 말했다.

#### 법원의 판단
서울중앙지법은 자동차대여사업자가 다른 사람의 수요에 응하여 사업용자동차를 사용하여 유상으로 여객을 운송하거나 이를 알선하는 행위를 금지하고 있는 여객자동차 운수사업법 위반혐의로 기소된 렌트카업체 대표 이모씨에게 벌금을 선고 했다.

## 같이 보기
- 승차 공유 서비스
- 리프트
- 그랩
- 티맵